# عقل و اخلاق
عقل و اخلاق (به انگلیسی: Reason and Morality)، کتابی است دربارهٔ اخلاق اثر فیلسوف آلن گویورت که در سال ۱۹۷۸ منتشر شد. گویورث بیش‌تر برای این کتاب شناخته شده‌است و نقدهای مثبتی نیز دریافت کرده‌است. پژوهش‌گر حقوق دریک بیلوولد در کتاب خود ضرورت دیالکتیکی اخلاق (۱۹۹۱) از عقل و اخلاق دفاع کرده‌است.

## خلاصه
گویورث در عقل و اخلاق از توجیه عقلانی اصول اخلاقی بحث می‌کند.

## تاریخچه انتشار
عقل و اخلاق اولین بار در سال ۱۹۷۸ توسط انتشارات دانشگاه شیکاگو منتشر شد.

## بازخورد
عقل و اخلاق از رابرت هافمن در مجله کتابخانه، ای ام آدامز در بررسی متافیزیک، و فیلسوف لورن لوماسکی در فصل‌نامه فلسفی، نقدهای مثبتی دریافت کرد. این کتاب همچنین توسط ریچارد بروکس در مجله آموزش حقوقی، فیلسوف مارکوس جورج سینگر در نسبت حقوقی، آری کوهن در بررسی حقوق بشر، اریک ریتان در نظریه و عمل اجتماعی، مورد بحث قرار گرفت. همچنین توسط کی پاول در گفتگو: بررسی فلسفی کانادایی، روتگر کلاسن و مارکوس دوول در نظریه اخلاقی و عمل اخلاقی، و آنا-کارین مارگارت اندرسون در مجله اخلاق پزشکی. در انتخاب، کتاب توسط اچ. اوبردیک و جی‌ام بتز مورد بحث قرار گرفت.

### کتاب
- گویورت, آلن (1981). عقل و اخلاق. شیکاگو: انتشارات دانشگاه شیکاگو. ISBN 978-0-226-28876-5.
- ناروسون, جان (2001). ایده آزادی‌خواهانه. پیتربورو، انتاریو: انتشارات برادویو. ISBN 1-55111-421-6.
- استربا, جیمز پی. (2005). "گیورت، آلن".  In هاندریچ, تد (ed.). همراه فلسفه آکسفورد. آکسفورد: انتشارات دانشگاه آکسفورد. ISBN 0-19-926479-1.

### مجلات
- آدامز, ای. ام. (1980). "گویورت در مورد عقل و اخلاق". بررسی متافیزیک. 33 (3).
- اندرسون, آنا-کارین مارگارتا (2016). "به چالش کشیدن اصل تناسب". مجله اخلاق پزشکی. 42 (4): ۲۴۲–۲۴۵. doi:10.1136/medethics-2015-103008. PMID 26839114. S2CID 2017882.
- بتز, جی. ام. (1996). "جامعه حقوق (بررسی کتاب)". چویس. 34.  – via EBSCO's Academic Search Complete (نیازمند آبونمان)
- بروکز, ریچارد (1981). "آینده انسان‌گرایی اخلاقی، معرفی مجدد اخلاق به دنیای حقوقی: «عقل و اخلاق» آلن گویورت". مجله آموزش حقوقی. 31 (3).  – via EBSCO's Academic Search Complete (نیازمند آبونمان)
- کلاسن, راتگر; دوول, مارکوس (2013). "مبانی تئوری قابلیت: مقایسه نوسبامو گویورت". نظریه اخلاقی و عمل اخلاقی. 16 (3): ۴۹۳–۵۱۰. doi:10.1007/s10677-012-9361-8. S2CID 56412911.  – via EBSCO's Academic Search Complete (نیازمند آبونمان)
- هافمن, رابرت (1978). "عقل و اخلاق (بررسی کتاب)". مجله کتابخانه. 103 (4).  – via EBSCO's Academic Search Complete (نیازمند آبونمان)
- کوهن, آری (2005). "امکان حقوق بشر سکولار: آلن گویورت و اصل سازگاری عمومی". بررسی حقوق بشر. 7 (1): ۴۹–۷۵. doi:10.1007/s12142-005-1002-3. S2CID 16787446.  – via EBSCO's Academic Search Complete (نیازمند آبونمان)
- لوماسکی, لورن ای. (1981). "نسل حقوق گویورت". فصل‌نامه فلسفی. 31 (124): ۲۴۸–253. doi:10.2307/2219114. JSTOR 2219114.  – via EBSCO's Academic Search Complete (نیازمند آبونمان)
- اوبردیک, اچ. (1990). "عدالت و فلسفه اخلاق مدرن (بررسی کتاب)". چویس. 27.  – via EBSCO's Academic Search Complete (نیازمند آبونمان)
- پاول, برایان کی. (2009). "اخلاق گفتمانی و عقل‌گرایی اخلاقی". دیالوگ: بررسی فلسفی کانادا. 48 (2).  – via EBSCO's Academic Search Complete (نیازمند آبونمان)
- ریتان, اریک (2006). "دفاع از خود و اصل سازگاری عمومی: آیا گویورت باید یک صلح‌طلب مطلق باشد؟". تئوری و عمل اجتماعی. 32 (3). doi:10.5840/soctheorpract200632319.  – via EBSCO's Academic Search Complete (نیازمند آبونمان)
- سینگر, مارکوس جی. (2000). "گویورت، بیلوولد، و ضرورت دیالکتیکی". نسبت حقوقی. 13 (2): ۱۷۷–۱۹۵. doi:10.1111/1467-9337.00149.  – via EBSCO's Academic Search Complete (نیازمند آبونمان)